# Moto Guzzi Quattro Cilindri 1931
De Moto Guzzi Quattro Cilindri was een 500 cc viercilinder racemotor van het merk Moto Guzzi uit 1931.

## Voorgeschiedenis
Moto Guzzi was al meteen na de oprichting in 1921 gaan deelnemen aan motorraces, die in Italië meestal op openbare wegen over lange afstanden werden verreden. In 1923 was men ook echte racemotorfietsen gaan bouwen, die gebaseerd waren op de liggende eencilinders die in die tijd ook als straatmotor verkocht werden. Ze werden wel doorontwikkeld, en kregen zelfs vier kopkleppen. In 1924 was met een dergelijke "Quattro Valvole" racer zelfs de allereerste Europese wegracetitel behaald. In 1926 was men zich gaan concentreren op de 250 cc racers, hoewel de 500 cc modellen nog wel als productieracer verkocht werden. In Duitsland werd indertijd hard gewerkt aan racers met een compressor en Ernst Henne had al een aantal wereldsnelheidsrecords op zijn naam geschreven met zijn BMW WR 750. De Italianen Carlo Giannini en Piero Remor hadden in 1927 hun OPRA 500 cc viercilinder racemotor gebouwd. Dat alles inspireerde Carlo Guzzi om een viercilinder racemotor mét compressor te bouwen. Die verscheen in september 1931 op het Autodromo Nazionale Monza, waar hij door verschillende coureurs getest werd.

## Quattro Cilindri
De motor van de Quattro Cilindri was opmerkelijk compact gebouwd, mede door de liggende cilinders. Toch was deze motorfiets een combinatie van oud en nieuw: de hypermoderne, grotendeels oliegekoelde viercilinder werd gemonteerd in een ouderwets frame met onderbemeten remmen en een handgeschakelde versnellingsbak. Daarom werd er ook nauwelijks mee geracet. Mogelijk was de Quattro Cilindri ook helemaal niet als serieuze racemotor bedoeld, maar als studieobject voor meercilinders. Er waren té veel ouderwetse technieken toegepast, zoals de stoterstangen en de handbediening voor de versnellingsbak. Dat waren systemen waar Moto Guzzi zélf al van was afgestapt. In elk geval resulteerden de ervaringen met de viercilinder in een zware toermotorfiets, de Tre Cilindri uit 1932.

### Motor
Het carter was een aluminium parallellepipedum waar de versnellingsbak aan geschroefd was. Deze versnellingsbak ondersteunde de compressor. De cilinders waren nog net als de cilinderkoppen van gietijzer, maar ze waren apart gegoten. De krukas was driemaal gelagerd en de drijfstangen liepen in naaldlagers. De twee nokkenassen waren hoog geplaatst, één aan de bovenkant en één aan de onderkant van het blok, maar allebei vlak onder de cilindervoet. Stoterstangen en tuimelaars openden de kleppen, haarspeldveren sloten ze weer. Zowel de carburateur als de compressor werden geleverd door Cozette. Er was één inlaatspruitstuk, maar het uitlaatsysteem bestond uit vier aparte pijpen. De rijwindkoeling werd verzorgd door in de lengterichting geplaatste koelribben, maar de zijkant van de motor was glad afgewerkt. Omdat de olie moest meewerken als koelmiddel was een grote oliekoeler tussen de voorste framebuizen geplaatst. De olietank was geïntegreerd in de benzinetank. Er was dus een dry-sumpsysteem toegepast, met een dubbele toevoerpomp en een enkele terugvoerpomp. Naast het achterwiel zat een tweede olietank voor smering en koeling van de compressor. Voor de ontsteking werden twee Bosch magneten gebruikt, één per twee cilinders. De compressor werd door tandwielen aangedreven. Omdat de viercilinder motor nauwelijks vliegwielwerking nodig had, was het vliegwiel veel kleiner dan bij de eencilinders en daarom lag het ook niet meer buiten de motor, maar ingebouwd in het carter.

### Aandrijflijn
De moderne techniek hield bij de motor op. De aandrijflijn was onveranderd zoals bij alle andere Moto Guzzi's. De primaire aandrijving werd verzorgd door tandwielen. Voor Moto Guzzi was dat ouderwets, maar vergeleken bij de meeste concurrerende merken modern, want die gebruikten vrijwel allemaal een ketting als primaire transmissie. De koppeling was een meervoudige natte platenkoppeling. De versnellingsbak had maar drie versnellingen, en was nog steeds handgeschakeld. Er was een kettingaandrijving naar het achterwiel.

### Rijwielgedeelte
Er was een dubbel wiegframe toegepast, maar dat bestond uit drie delen: boven en vóór uit duraluminium buizen, de onderste wieg en het deel onder het zadel waren van plaatstaal en het achterframe was een ongeveerde driehoeksconstructie uit duraluminium buizen. Deze delen waren aan elkaar geschroefd, waardoor de demontage van het motorblok eenvoudig was. Ook zorgden de verbindingen voor het beperken van trillingen. De voorvork was een parallellogramvork met drie veren en frictiedempers aan de zijkanten. De remmen waren beslist niet opgewassen tegen de snelheid van ongeveer 175 km per uur: Vóór was een 177 mm trommelrem toegepast, achter een 225 mm exemplaar (tegenwoordig is de voorrem veel groter dan de achterrem, maar in die tijd was het andersom omdat nog vaak op onverharde wegen geracet werd en men een blokkerend voorwiel wilde voorkomen).

## Technische gegevens
| Moto Guzzi             | Quattro Cilindri 1931                 |
| ---------------------- | ------------------------------------- |
| Periode                | 1931                                  |
| Productieaantal        | waarschijnlijk 1                      |
| Categorie              | Fabrieksracer                         |
| Motortype              | Kopklepmotor                          |
| Bouwwijze              | Dwarsgeplaatste liggende viercilinder |
| Cilinders              | Gietijzer                             |
| Cilinderkoppen         | Gietijzer                             |
| Klepopstelling         | kopklep                               |
| Klepbediening          | Stoterstangen/tuimelaars              |
| Carburateur            | Cozette                               |
| Ontsteking             | Bosch dubbele magneetontsteking       |
| boring                 | 56 mm                                 |
| slag                   | 50 mm                                 |
| Cilinderinhoud         | 492,6 cc                              |
| Smeersysteem           | Dry-sumpsysteem                       |
| Compressieverhouding   | 5:1                                   |
| Max. Vermogen          | 45 pk bij 7.800 tpm                   |
| Topsnelheid            | ca. 175 km/h                          |
| Primaire aandrijving   | Tandwielen                            |
| Koppeling              | Meervoudige natte platenkoppeling     |
| Versnellingen          | 3 Handgeschakeld                      |
| Secundaire aandrijving | ketting                               |
| frame                  | Dubbel wiegframe                      |
| Wielbasis              | Onbekend                              |
| Vering vóór            | Parallellogramvork met frictiedempers |
| Vering achter          | Star                                  |
| Wielen                 | Onbekend                              |
| Banden                 | Onbekend                              |
| Rem(men)               | Trommelremmen                         |
| Gewicht                | 165 kg                                |
| Tankinhoud             | 12 liter                              |
| Voorganger             | geen                                  |
| Opvolger               | Bicilindrica 500                      |